# AVな彼女
『AVな彼女』（エーブイなかのじょ）は、まりぴょんによる日本の漫画作品。『ナマイキッ!』（竹書房）にて2012年9月号から2014年6月号まで連載された。単行本は全1巻。全10話。単行本の発売後、同人サークル・たるかむPOWDER名義で本作の後日談が描かれた成人向け同人誌『新妻、悠花さんの初めての×××?!』の題名で、第24回コミックトレジャー9月7日インテックス大阪にて販売され、後にとらのあなやメロンブックスにも委託販売された。全1巻。サブタイトルは『○○と×××!?』、または『○○で×××!?』が決まり文句となっている。
主人公の会社員の青年と、勤務帰りに寄ったレンタルビデオ店のAVコーナーで偶然ばったり会った、AV鑑賞を趣味とするヒロインである同僚のOLが互いの趣味が同じと勘違いしたヒロインが「口止め」と称してAVさながらの行為・セックスに浸り、そこから始まる男女の関係が描かれていくエロラブコメディ作品。性行為を行うエロティックな描写が多い一方でヒロインの傍から見れば天然ボケな発言に（モノローグを含めて）突っ込みを入れるギャグ描写も織り交ぜた作風が特徴。なお、単行本のカバーを外すと本編の後日談が描かれている。

## あらすじ
会社員の青年・鳥野崇は、同期のOL・松本悠花のことを無表情ゆえに表情が読み取れない「不思議ちゃん」と認識していたが、勤務帰りに寄ったレンタルビデオ店のAVコーナーにてエロDVDを借りようとした際、偶然ばったり悠花に会ってしまい、彼女から趣味の同好者と思われて「自分もAVが好きだ」と告白される。その上で店の外から人気の無い公園の森に連れ出され「自分がAV鑑賞が趣味であることを黙っていてほしい」と口止め料代わりにAVさながらの野外フェラチオを犯し、鳥野を絶頂・射精させる。そこから鳥野の理性が崩壊し、鳥野自身もAVさながらのノリで悠花と野外セックス（青姦）に浸る。事後、鳥野は「自分はこんなキャラじゃない」と自己嫌悪になるも、悠花から鳥野に接触した理由は「やさしくていい人だから」と言われ、これからもAVさながらのプレイに付き合うことを鳥野に初めて見せる笑顔で頼まれるのであった。
その翌日以降、悠花はAVに登場する特殊なプレイを鳥野に要求し、だんだん親密になっていく。また、悠花自身がAV鑑賞を趣味にしている理由の1つに「自分が無表情である」ことを気にしていたためであることを告白する。
その後、専務の雪城や望月の妨害に加え、悠花が風見社長の令嬢であることも知り動揺するも、紆余曲折を経て面会した風見社長との対談の末、彼のお墨付きで悠花と付き合うことになり、最後は悠花が鳥野に自分の趣味を明かした際、鳥野が借りようとしたナース物のAVのプレイに浸り、一夜を過ごす。その後、鳥野との思い出の場所であるレンタルビデオ店を後に物語の幕は閉じる。その後日談、鳥野と悠花は結婚し、新婚旅行の記念ビデオでもAVさながらのセックスを撮影していることが語られた。

## 登場人物
鳥野崇（とりの たかし）
本作の主人公で語り部でもある若手の会社員。ごく普通の男性だったが、会社帰りに寄ったレンタルビデオ店のAVコーナーで気になっていた悠花とばったり会ってしまい、彼女から趣味の同好者と勘違いされて流れに乗る形で初体験してしまう。それ以降、悠花と親密な関係になっていく。雪城や望月の妨害や悠花が社長令嬢と知り動揺することを経て紆余曲折の末に風見社長のお墨付きで悠花と正式に付き合うことになり、最終的には結婚にいたる。なお、ナンパの経験は友達に誘われる程度でやったことはあるが失敗に終わっている。
松本悠花（まつもと ゆうか）<社員名> / 風見悠花<本名>
本作のヒロインである、鳥野の同期のOL。内ハネのショートヘアーに無口無表情といった顔つきの美女だが、実は社長令嬢であり、周囲と同様に社会勉強させるためにあえて父の旧姓を名乗っていることが後に判明する。
AV鑑賞を趣味としており、AVを借りに行く時も男性からの羞恥の目線で見られていても気にしない。作者のまりぴょんによると「男性経験は鳥野が初めてであり、それ以前にAVでやっていたことをいろいろと練習していた」とのこと。歌が上手いが、鳥野とナンパプレイで舞台に選んだカラオケ店で披露するまでは気晴らしに1人で行く程度だったために鳥野からの定評のある歌唱力に自覚が無かった。
望月
悠花の同僚であるOL。悠花と鳥野の関係を知り、雪城にこのことを話すと「2人を引き離せばボーナスを与える」という話に釣られ、妨害工作を実行する。しかし、最終的には悠花に対する思いを告白した鳥野から身を引いた。
雪城
鳥野らが勤務する会社の上司である専務。望月の報告を聞いたことで間接的に鳥野と悠花を引き離そうとするも失敗に終わり、そのことを知った悠花から「卑怯者」と蔑まされる。
風見
鳥野らが勤務する会社の社長で、悠花の父。婿養子であり、旧姓は松本。初登場時はハワイの商談から帰った直後であるため、アロハシャツにサングラスといった出で立ちだった。娘によると「変わり者で話のわかる人」とのことであり、鳥野の娘に対する思いと真意を承知した上で交際を許した。

## 書誌情報
- まりぴょん 『AVな彼女』 竹書房〈バンブー・コミックス〉、全1巻
  1. 2014年6月10日初版発行、2014年5月27日発売 ISBN 978-4-8124-8592-7[6]
- 同人サークル「たるかむPOWDER」、作者：まりぴょん 『新妻、悠花さんの初めての×××?!』、カテゴリ：オリジナル、全1巻[3][4][5]